# Tinamú menut
El tinamú menut (Nothura minor) és una espècie d'ocell de la família dels tinàmids (Tinamidae) que viu en zones de praderies i matolls del sud-est del Brasil.